# NGC 1345
NGC 1345 es una galaxia espiral barrada ubicada en la constelación de Eridanus, a unos 70 millones de años luz de la Vía Láctea. Fue descubierta por el astrónomo británico John Herschel en 1835.
NGC 1345 es una galaxia del cúmulo de Eridan.
La clase de brillo de NGC 1345 es III y tiene una amplia línea HI (línea de hidrógeno). También contiene regiones de hidrógeno ionizado.
Una medida al rojo da una distancia de aproximadamente 18.100 pc (Pársecs). La inseguridad sobre este valor no se indica en la base de datos NED (NASA Extragalactic Database) y está ligeramente fuera de las distancias calculadas utilizando el valor de compensación.

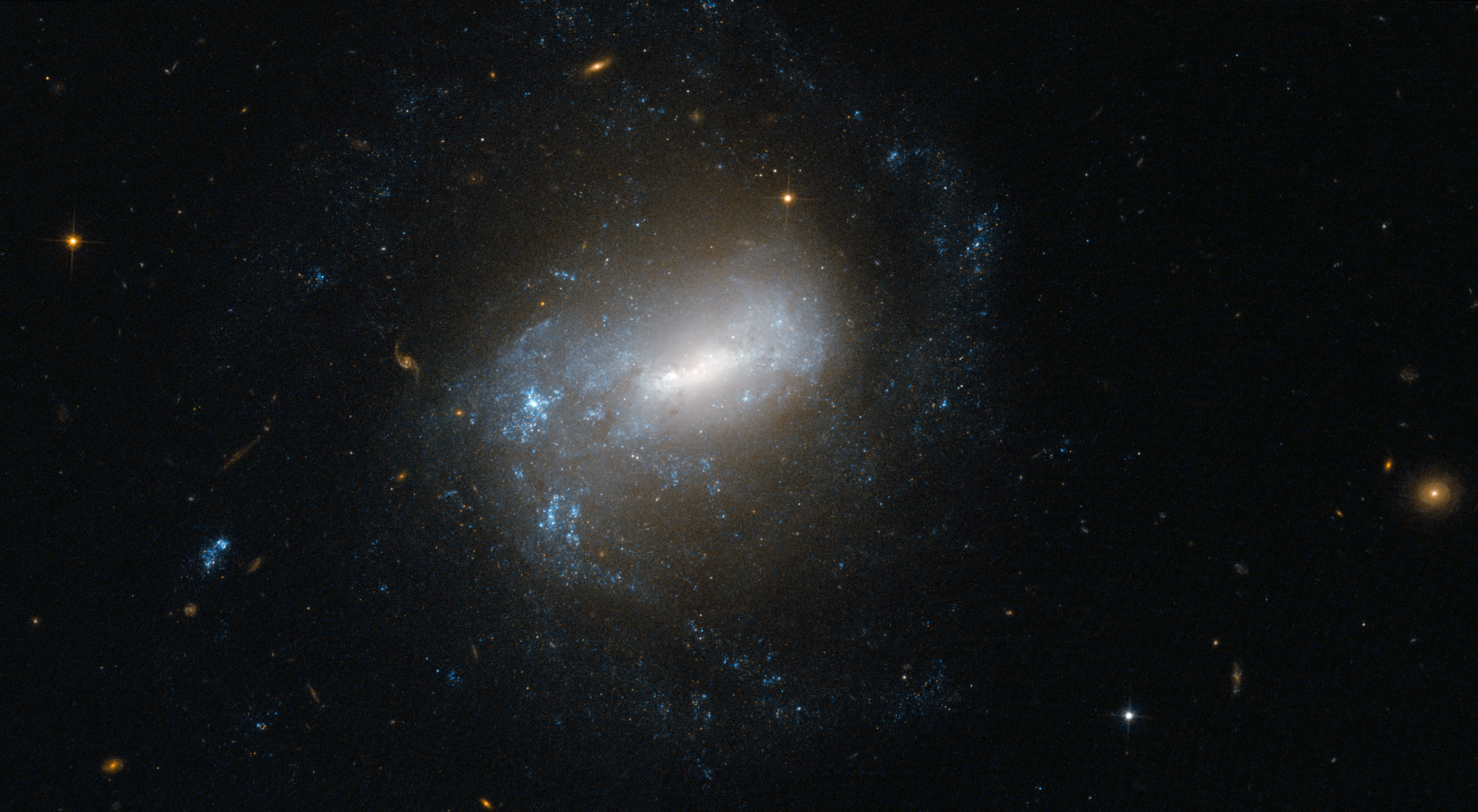
NGC 1345 visto por el telescopio espacial Hubble.